# Wilhelm Olshausen
Wilhelm Olshausen (* 22. Mai 1798 in Oldesloe; † 5. November 1835 in Schleswig) war ein deutscher Pädagoge, Autor und Schulleiter.

## Leben
Wilhelm Olshausen war der zweite Sohn des Superintendenten Detlev Olshausen und der Ida Gabriele Friederikke Olshausen, geb. Hoyer (* 3. Dezember 1711 in Süderau; † 25. April 1804 in Glückstadt). Hermann Olshausen, Theodor Olshausen und Justus Olshausen sind seine Brüder. Er besuchte zunächst die Gelehrtenschule in Glückstadt und wechselte 1814 an das Christianeum in Altona, später an das Johanneum in unter Johann Gottfried Gurlitt in Hamburg. Olshausen studierte ab 1816 an der Christian-Albrechts-Universität Kiel und dann an der neuen Friedrich-Wilhelms-Universität Berlin Theologie und Philologie. Während seines Studiums wurde er Mitglied der Kieler Burschenschaft. Zusammen mit Carl Friedrich Heiberg verfasste er Gedichte für das Wartburgfest (1817). Zum Ende des Studiums wandte er sich ganz der Philologie zu. Im Kieler Philologischen Seminar unter Karl Friedrich Heinrich wurden zwei seiner Arbeiten mit dem Schassianischen Stipendium ausgezeichnet. Nach einer Tätigkeit als Hauslehrer bei Landrat Ernst Carl von Ahlefeldt auf Gut Olpenitz wurde er 1821 Konrektor der Domschule Schleswig und am 28. April 1835 deren Rektor, verstarb aber in diesem Jahr im Alter von 37 Jahren.

## Familie
Wilhelm Olshausen war verheiratet. Sein Sohn Hermann Joseph Friedrich Karl Olshausen studierte ebenfalls Theologie und wurde Pastor in Günthersdorf, Landkreis Grünberg in Preußisch-Schlesien. Er heiratete am 25. November 1856 in Schwarzenbek Olga Caroline Sophia, geb. Seestern-Pauly.

## Schriften
- Ciceronis de officiis, cum brevi notatione critica, 1823
- Ciceronis de oratore, 1825, Schulausgaben.
- Aufsätze von ihm erschienen in Seebode’s krit. Bibliothek 1825 und 1827 und den Schulprogrammen der Domschule Schleswig:
  - Lectionum Theocritearum particula, 1826
  - Ex familiari interpretatione Antigones, 1828
  - Apophoreta Euripidea. 1832
- Er bearbeitete die 4. Auflage (1827) des von seinem Vater übernommenen Werks Leitfaden zum ersten Unterricht in der Geographie.